# Hjälmsätters fritidsområde
Hjälmsätters fritidsområde är en småort i Julita socken i Katrineholms kommun, Södermanlands län.